# Eli Babalj
Eli Babalj (Sarajevo, 21 februari 1991) is een voormalig Australisch profvoetballer die bij voorkeur als aanvaller speelde. In 2012 debuteerde hij in het Australisch voetbalelftal.

## Carrière
Babalj debuteerde in 2010 in het eerste team van Melbourne Heart. Dat verkocht hem in de zomer van 2012 aan Rode Ster Belgrado. Omdat die club 100.000 van de transfersom van 400.000 dollar verschuldigd bleef en Melbourne Heart een clausule had om hem bij wanbetaling terug te halen, keerde hij in januari 2013 terug bij zijn oude club. Melbourne verkocht Babalj op 1 juli 2013 opnieuw, nu aan AZ uit gaan komen. Een debuut in het eerste team bleef hier in de daaropvolgende anderhalf jaar uit. AZ verhuurde hem in februari 2015 voor een half seizoen aan PEC Zwolle, op dat moment net als AZ actief in de Eredivisie. Hierop volgde in juli 2015 een huurperiode van een jaar bij Adelaide United. In januari 2016 raakte hij zwaar geblesseerd en zag Adelaide het kampioenschap winnen. In juli 2016 werd zijn contract bij AZ ontbonden en hierna revalideerde hij op eigen kosten in België. In februari 2017 ging Babalj wederom voor Adelaide United spelen. In augustus van dat jaar ging hij naar het Tsjechische Mladá Boleslav. Die club verliet hij per 1 januari 2018. Eind 2018 speelde hij kort in de Indian Super League voor ATK. In maart 2019 keerde hij terug naar Australië bij Brisbane Roar.

### Carrièrestatistieken
| Seizoen         | Club                | Land            | Competitie          | Competitie | Competitie | Beker | Beker | Internationaal | Internationaal | Overig | Overig | Totaal | Totaal |
| Seizoen         | Club                | Land            | Competitie          | Wed.       | Dlp.       | Wed.  | Dlp.  | Wed.           | Dlp.           | Wed.   | Dlp.   | Wed.   | Dlp.   |
| --------------- | ------------------- | --------------- | ------------------- | ---------- | ---------- | ----- | ----- | -------------- | -------------- | ------ | ------ | ------ | ------ |
| 2010/11         | Melbourne Heart     | Australië       | A-League            | 13         | 2          | 0     | 0     | 0              | 0              | 0      | 0      | 13     | 2      |
| 2011/12         | Melbourne Heart     | Australië       | A-League            | 22         | 9          | 0     | 0     | 0              | 0              | 0      | 0      | 22     | 9      |
| 2012/13         | Rode Ster Belgrado  | Servië          | Superliga           | 6          | 1          | 1     | 0     | 1              | 0              | 0      | 0      | 8      | 1      |
| 2012/13         | Melbourne Heart     | Australië       | A-League            | 9          | 1          | 0     | 0     | 0              | 0              | 0      | 0      | 9      | 1      |
| 2013/14         | AZ                  | Nederland       | Eredivisie          | 0          | 0          | 0     | 0     | 0              | 0              | 0      | 0      | 0      | 0      |
| 2014/15         | AZ                  | Nederland       | Eredivisie          | 0          | 0          | 0     | 0     | 0              | 0              | 0      | 0      | 0      | 0      |
| 2014/15         | → PEC Zwolle        | Nederland       | Eredivisie          | 4          | 0          | 0     | 0     | 0              | 0              | 0      | 0      | 4      | 0      |
| 2015/16         | → Adelaide United   | Australië       | A-League            | 5          | 0          | 0     | 0     | 0              | 0              | 0      | 0      | 5      | 0      |
| 2016/17         | Adelaide United     | Australië       | A-League            | 4          | 0          | 0     | 0     | 4              | 1              | 0      | 0      | 8      | 1      |
| 2017/18         | FK Mladá Boleslav   | Tsjechië        | HET liga            | 2          | 0          | 1     | 0     | 0              | 0              | 0      | 0      | 3      | 0      |
| 2018            | ATK                 | India           | Indian Super League | 3          | 0          | 0     | 0     | 0              | 0              | 0      | 0      | 3      | 0      |
| 2018/19         | Brisbane Roar       | Australië       | A-League            | 4          | 0          | 0     | 0     | 0              | 0              | 0      | 0      | 4      | 0      |
| 2019            | Chainat Hornbill FC | Thailand        | Thai League         | 2          | 0          | 0     | 0     | 0              | 0              | 0      | 0      | 2      | 0      |
| Carrière totaal | Carrière totaal     | Carrière totaal | Carrière totaal     | 74         | 13         | 2     | 0     | 5              | 1              | 0      | 0      | 81     | 14     |

## Interlandcarrière

### Australië
Op 14 november 2012 debuteerde Babalj voor Australië in een vriendschappelijke wedstrijd tegen Zuid-Korea (2–1 winst).
| Interlands van Eli Babalj voor Australië | Interlands van Eli Babalj voor Australië | Interlands van Eli Babalj voor Australië | Interlands van Eli Babalj voor Australië | Interlands van Eli Babalj voor Australië | Interlands van Eli Babalj voor Australië |
| №                                        | Datum                                    | Wedstrijd                                | Uitslag                                  | Soort Wedstrijd                          | Doelpunten                               |
| Als speler bij Rode Ster Belgrado        | Als speler bij Rode Ster Belgrado        | Als speler bij Rode Ster Belgrado        | Als speler bij Rode Ster Belgrado        | Als speler bij Rode Ster Belgrado        | Als speler bij Rode Ster Belgrado        |
| ---------------------------------------- | ---------------------------------------- | ---------------------------------------- | ---------------------------------------- | ---------------------------------------- | ---------------------------------------- |
| 1.                                       | 14 november 2012                         | Zuid-Korea – Australië                   | 1 – 2                                    | Vriendschappelijk                        | 0                                        |
| 2.                                       | 7 december 2012                          | Guam – Australië                         | 0 – 9                                    | Vriendschappelijk                        | 2                                        |

## Erelijst

### MetPEC Zwolle
| Competitie         | Winnaar | Winnaar | Runner-up | Runner-up |
| Competitie         | Aantal  | Jaren   | Aantal    | Jaren     |
| ------------------ | ------- | ------- | --------- | --------- |
| Nationaal          |         |         |           |           |
| Winnaar KNVB beker |         |         | 1x        | 2014/15   |